# The Cryan' Shames
The Cryan' Shames är ett amerikanskt garagerockband, bildat 1966 i Hinsdale, Illinois. De hade i mitten och slutet av 1960-talet en rad lokala hitsinglar i Chicago, varav några även blev mindre hitar på nationell nivå. Mest framgångsrik bland dessa var deras cover på The Searchers "Sugar and Spice" från 1966. 
1968 började flera nyckelmedlemmar avstå från bandverksamhet, särskilt Jim Fairs. Gruppen upplöstes i december 1969, men återförenades igen och fortsätter att turnera. Jim "J.C. Hooke" Pilster och Tom Doody (Toad) är de enda återstående originalmedlemmarna i den nuvarande uppställningen. Två medlemmar av The Cryan 'Shames har sedan dött: basisten Dave Purple i juni 2001 och hans ersättare Isaac Guillory, den 31 december 2000.

## Diskografi
Album
- 1966 – Sugar and Spice
- 1967 – A Scratch in the Sky
- 1968 – Synthesis

Singlar
- 1966 – "Sugar and Spice" / "Ben Franklin's Almanac"
- 1966 – "I Wanna Meet You" / "We Could Be Happy"
- 1967 – "Mr. Unreliable" / "Georgia"
- 1967 – "It Could Be We're in Love" / "I Was Lonely When"
- 1968 – "Up on the Roof" / "The Sailing Ship"
- 1968 – "Young Birds Fly" / "Sunshine Psalm"
- 1968 – "Greenburg, Glickstein, Charles, David Smith & Jones" / "The Warm"
- 1969 – "First Train To California" / "A Master's Fool"
- 1969 – "Rainmaker" / "Bits and Pieces"